# Envenom
Envenom è l'ottavo album dei Runemagick, pubblicato nel 2005 per conto della Aftermath Records. È stato pubblicato anche in un'edizione speciale, in versione digipack, distribuita in 1000 copie.

## Tracce
1. Vultures – 12:17
2. Envenom (Laterna Magica) – 14:51
3. Nebulous – 8:23
4. Omnivore (Sin Eater) – 11:22
5. Maelstrom – 14:22

## Formazione
- Nicklas "Terror" Rudolfsson - voce, chitarra
- Emma Karlsson - basso
- Daniel Moilanen - batteria